# Sangatissa
Sangatissa is een geslacht van vlinders van de familie Eupterotidae.

## Soorten
- S. arctiades Hampson
- S. subcurvifera Walker, 1865